# Litvánia az 1992. évi téli olimpiai játékokon
Litvánia a franciaországi Albertville-ben megrendezett 1992. évi téli olimpiai játékok egyik részt vevő nemzete volt. Az országot az olimpián 3 sportágban 6 sportoló képviselte, akik érmet nem szereztek. A Szovjetuniótól való függetlenné válása után ez volt az első alkalom, hogy Litvánia önállóan vett részt az olimpiai játékokon, és ezt megelőzően is mindössze egyetlen alkalommal, 1928-ban szerepeltek a sportolói önálló csapattal téli olimpián.

## Biatlon
Férfi
| Versenyző          | Versenyszám  | Lövőhiba | Időeredmény | Helyezés |
| ------------------ | ------------ | -------- | ----------- | -------- |
| Gintaras Jasinskas | 10 km sprint | 2        | 29:44,3     | 64.      |
| Gintaras Jasinskas | 20 km egyéni | 1        | 1:00:17,8   | 19.      |

Női
| Versenyző           | Versenyszám   | Lövőhiba | Időeredmény | Helyezés |
| ------------------- | ------------- | -------- | ----------- | -------- |
| Kazimiera Strolienė | 7,5 km sprint | 4        | 27:16,7     | 27.      |
| Kazimiera Strolienė | 15 km egyéni  | 6        | 57:20,0     | 28.      |

## Műkorcsolya
| Versenyző                           | Versenyszám | Kötelező tánc 1   | Kötelező tánc 1 | Kötelező tánc 1 | Kötelező tánc 2   | Kötelező tánc 2 | Kötelező tánc 2 | Eredeti (original) tánc | Eredeti (original) tánc | Eredeti (original) tánc | Kűr               | Kűr   | Kűr         | Összesítés         | Összesítés |
| Versenyző                           | Versenyszám | Több. hely. száma | Hely.           | Hely. pont.     | Több. hely. száma | Hely.           | Hely. pont.     | Több. hely. száma       | Hely.                   | Hely. pont.             | Több. hely. száma | Hely. | Hely. pont. | Helyezési pontszám | Helyezés   |
| ----------------------------------- | ----------- | ----------------- | --------------- | --------------- | ----------------- | --------------- | --------------- | ----------------------- | ----------------------- | ----------------------- | ----------------- | ----- | ----------- | ------------------ | ---------- |
| Margarita Drobiazko Povilas Vanagas | Jégtánc     | 9×17+             | 17.             | 3,4             | 9×17+             | 17.             | 3,4             | 8×17+                   | 17.                     | 10,2                    | 8×16+             | 16.   | 16,0        | 33,0               | 16.        |

## Sífutás
Férfi
| Versenyző        | Versenyszám         | Eredmény  | Helyezés |
| ---------------- | ------------------- | --------- | -------- |
| Ričardas Panavas | 10 km               | 31:48,9   | 54.      |
| Ričardas Panavas | 15 km üldözőverseny | 44:54,5   | 50.      |
| Ričardas Panavas | 30 km               | 1:30:38,0 | 41.      |

Női
| Versenyző     | Versenyszám         | Eredmény  | Helyezés |
| ------------- | ------------------- | --------- | -------- |
| Vida Vencienė | 5 km                | 15:08,7   | 19.      |
| Vida Vencienė | 10 km üldözőverseny | 29:19,1   | 28.      |
| Vida Vencienė | 15 km               | 45:12,9   | 11.      |
| Vida Vencienė | 30 km               | 1:29:45,4 | 16.      |